# Chella (rivière)
Pour les articles homonymes, voir Chella.
La Chella ou Achella est un ruisseau qui traverse le département des Hautes-Pyrénées et un affluent droit de l'Arros dans le bassin versant de l'Adour.

## Géographie
D'une longueur de 11,5 kilomètres, il prend sa source sur la commune de Orieux (Hautes-Pyrénées), à l'altitude 425 mètres.
Il coule du sud-est vers le nord-ouest et se jette dans l'Arros à Chelle-Debat (Hautes-Pyrénées), à l'altitude 205 mètres.

### Communes et département traversés
Dans le département des Hautes-Pyrénées, la Chella traverse sept communes et deux cantons : dans le sens amont vers aval : Orieux (source), Peyriguère, Sère-Rustaing, Mun, Luby-Betmont, Osmets et Chelle-Debat (confluence).
Soit en termes de cantons, la Chella prend source dans le canton de la Vallée de l'Arros et des Baïses et arrose le canton des Coteaux.

## Affluents
La Chella a cinq affluents référencés :
- (D) le ruisseau la Chelotte ou Achellotte, 3,2 km sur Lamarque-Rustaing, Mun et Sère-Rustaing ;
- (D) le ruisseau de la Chourre, 1,3 km sur Luby-Betmont ;
- (D) le ruisseau le Roumégas, 2 km sur Lubret-Saint-Luc, Luby-Betmont et Osmets ;
- (D) le ruisseau de la Cayole, 1,9 km sur Osmets ;
- (G) le ruisseau des Eschous, 1,4 km sur Chelle-Debat et Osmets.

Géoportail référence d'autres affluents :
- (G) le ruisseau le Gaydou, en aval de la confluence du ruisseau de la Chourre ;
- (D) le ruisseau de Labascure, qui conflue sur Chelle-Debat.

(D) rive droite ; (G) rive gauche.